# Kalambo
Kalambo – rzeka na granicy pomiędzy Zambią a Tanzanią.
Kalambo tworzy część granicy pomiędzy Zambią a Tanzanią. Jest to stosunkowo niewielka rzeka, która zaczyna swój bieg na wyżynie położonej na północny wschód od Mbali na wysokości ok. 1800 m n.p.m., spływa do Wielkiego Rowu Zachodniego i uchodzi do południowo-wschodniego końca Jeziora Tanganika na wysokości ok. 770 m n.p.m. Jej długość wynosi ok. 50 km. Głównym powodem do sławy tej rzeki jest wodospad Kalambo Falls, drugi pod względem wysokości w Afryce po wodospadzie Tugela w Południowej Afryce. Poniżej wodospadu rzeka wpływa do głębokiego kanionu. W okolicach wodospadu znajduje się ważne stanowisko archeologiczne.